# Oposición a la inmigración

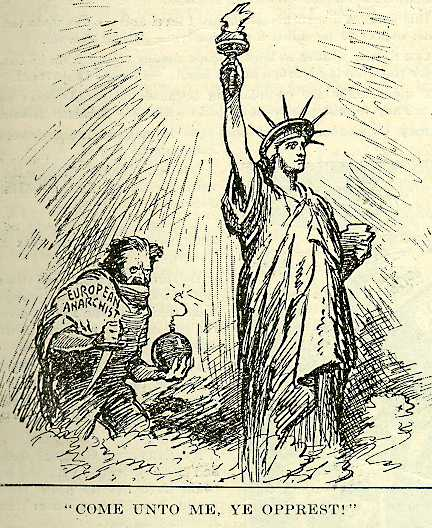
Un anarquista europeo intentando destruir la Estatua de la Libertad. Caricatura antiinmigración estadounidense de 1919.

La oposición a la inmigración, también conocida como política antiinmigración, se ha convertido en una importante ideología política en muchos países. La inmigración en el sentido moderno se refiere al movimiento de personas de un estado o territorio a otro estado o territorio donde no son ciudadanos. La inmigración ilegal es la inmigración que ocurre cuando una persona se radica en un país sin tener permiso oficial para hacerlo. La oposición a la inmigración abarca desde peticiones de diversas reformas del tema, hasta propuestas para restringir completamente la inmigración.

## Argumentos antiinmigración
Según Fetzer (2000), la oposición a la inmigración comúnmente surge en muchos países debido a problemas de identidad nacional, cultural y religiosa. El fenómeno se ha estudiado especialmente en Australia, Canadá, Nueva Zelanda, Reino Unido y Estados Unidos, así como en la Europa continental. Por ende, la oposición a la inmigración se basa en el temor de que los inmigrantes distorsionen o arruinen los valores culturales existentes. Los opositores contemporáneos de la inmigración la culpan por problemas como el desempleo, el crimen, el daño al medio ambiente, la escasez de viviendas y los costes abrumadores en los servicios sociales.
Usualmente vinculado al populismo de derecha y al nativismo, el sentimiento restrictivo de la inmigración se suele justificar con uno o más de los siguientes argumentos y reclamos sobre inmigrantes:
- Económicos 
  - Gasto público: Los gastos del gobierno pueden excederse en los ingresos públicos relacionados con los nuevos inmigrantes. Es decir, no pagan los suficientes impuestos para cubrir el coste de los servicios que requieren.[10]
  - Empleo: Adquieren trabajos que de otro modo habrían estado disponibles para los ciudadanos nativos, deprimiendo el empleo nativo; Crean un exceso de oferta laboral, acompañados de salarios deprimentes.
  - Bienestar: Hacen un fuerte e intensivo uso de los sistemas de bienestar social.
  - Vivienda: Incrementan los precios de la vivienda; las familias de inmigrantes reducen las vacantes y causan aumentos de renta en los alquileres.
- Culturales 
  - Patriotismo: Dañan un sentido de comunidad y nacionalidad, basado en la etnicidad o la cultura.
  - Idioma: Se aíslan en sus propias comunidades y se niegan a aprender el idioma local.
  - Crimen: Los inmigrantes son más propensos al crimen que la población nativa.[11]
  - Cultura: Pueden superar en número a la población nativa y reemplazar su cultura con la suya propia.
  - Integración: Debido a diferencias religiosas o culturales, los inmigrantes pueden rechazar la cultura nativa y no integrarse, creando problemas de convivencia o tensiones sociales con la población nativa.
- Ambientales 
  - Medio ambiente: Incrementan el consumo de recursos escasos; además, su desplazamiento de economías de baja a alta contaminación aumenta la contaminación.
  - Sobrepoblación: La inmigración puede contribuir a la sobrepoblación de países.

### Identidad nacional
Algunos críticos de la inmigración afirman que la presencia de inmigrantes puede distorsionar la identidad nacional de la población nativa. Eso significa que la población nativa se opone a la inmigración porque temen perder su sentido de pertenencia a su propia nación, como lo representan las tradiciones distintivas, la cultura, el idioma y la política.

### El aislamiento, la estabilidad y la separación
Los inmigrantes pueden aislarse en sus propias comunidades, formando comunidades autoorganizadas, guetos o sociedades paralelas donde viven de acuerdo a su propia cultura, en lugar de asimilarse a la cultura nativa con un contacto espacial, social y cultural reducido o mínimo con la sociedad mayoritaria a la que han inmigrado. Tales enclaves étnicos pueden ser el resultado de que a los humanos les guste naturalmente estar cerca de personas como ellos. Es posible que no aprendan el idioma local y que finalmente puedan socavar la unidad nacional, así como la unidad cultural y religiosa del país nativo.
La inmigración puede afectar negativamente a la estabilidad social y la estabilidad política.

### Mayor competencia
Los argumentos económicos se centran en la competencia por el empleo y las cargas más altas que algunos grupos de inmigrantes pueden imponer a los sistemas de bienestar social y los sistemas de salud, vivienda y escuelas públicas del estado nativo. Por ejemplo, la estricta reforma de la ley de inmigración de Dinamarca le ha ahorrado al país 6,7 mil millones de euros en comparación con el enfoque más permisivo de la anterior, según un informe de 2011 del Ministerio de Integración de Dinamarca.

### El espacio medioambiental, la calidad y la escasez de recursos
Los siguientes son más un argumento contra la sobrepoblación que contra la inmigración, pero a veces la sobrepoblación es causada por la inmigración. Algunas personas piensan que hay un cierto tamaño de tierra necesaria para proveer a una población (el "espacio ambiental"), por ejemplo, para proveer el consumo de la población, incluida la absorción de productos de desecho.
Algunos están preocupados por la expansión y la congestión urbanas, las alteraciones en la vida silvestre y el medio ambiente natural del estado, y una huella de carbono expansiva debido a la inmigración. Además, algunos están preocupados por los escasos recursos del estado, la disminución de las reservas de agua, la energía, los suelos empobrecidos y los desechos sólidos.

### Enfermedades
Los inmigrantes (y los movimientos transfronterizos en general) pueden traer enfermedades infecciosas poco comunes a la población nativa de sus países de origen que algunos perciben como una amenaza de importancia y un argumento para oponerse a la inmigración.

### Delincuencia de los inmigrantes
Los opositores a la inmigración a menudo afirman que los inmigrantes contribuyen a tasas de criminalidad más altas, aunque las investigaciones sugieren que las personas tienden a sobrestimar la relación entre la inmigración y la criminalidad. La literatura académica proporciona resultados mixtos sobre la relación entre la inmigración y el crimen en todo el mundo, pero señala que en los Estados Unidos la inmigración no tiene impacto en la tasa de criminalidad o que reduce la tasa de criminalidad.
Por otro lado, en Europa la asociación entre crimen e inmigración es mayor. En España, un estudio de 2008 encontró que las tasas de delitos cometidos por inmigrantes son sustancialmente más altas que las de los nacionales. Al controlar los factores socioeconómicos y demográficos, la brecha entre inmigrantes y nativos se reduce, pero no del todo. Los autores también descubrieron "que una mayor proporción de inmigrantes estadounidenses, europeos no pertenecientes a la UE y africanos tiende a ampliar el diferencial delictivo, siendo el efecto mayor para los últimos". En Dinamarca, los inmigrantes libaneses varones y sus descendientes, una gran parte de ellos de ascendencia palestina, tienen, con 257, el índice de criminalidad más alto entre los grupos estudiados, lo que se traduce en índices de criminalidad 150% más altos que el promedio del país. En 2017, el 30% de la población penitenciaria del país eran ciudadanos extranjeros. En Alemania, el Wall Street Journal analizó en 2018 las estadísticas criminales alemanas sobre sospechosos de delitos y descubrió que los extranjeros, en general el 12,8% de la población, constituyen una parte desproporcionada de los sospechosos de delitos (34,7%). En Holanda, los jóvenes holandeses no nativos cometen más delitos que el promedio. Más de la mitad de los jóvenes hombres marroquíes-holandeses de entre 18 y 24 años en Róterdam han sido investigados alguna vez por la policía, en comparación con cerca de una cuarta parte de los jóvenes hombres nativos. El 18% de los jóvenes nacidos en el extranjero de 18 a 24 años han sido investigados por delitos.
En el caso de Suecia, una encuesta de 2014 de varios estudios mostró que las personas de origen extranjero tienen, en promedio, el doble de probabilidades de cometer delitos que las personas nacidas en Suecia. Esta cifra se ha mantenido estable desde la década de 1970. En 2018, el programa de periodismo de investigación de la televisión sueca Uppdrag Granskning analizó los 843 casos de tribunales de distrito de los cinco años anteriores y descubrió que el 58% de todos los condenados por violación tenían origen extranjero y el 40% habían nacido en Oriente Medio y África. Al analizar solo los casos de agresión por violación, es decir, los casos en los que el perpetrador y la víctima no se conocían previamente, 97 de 129 nacieron fuera de Europa. Según el vicecomisionado de policía nacional de la autoridad policial sueca, la inteligencia recopilada por la policía mostró que hay alrededor de 40 clanes criminales étnicos en Suecia que llegaron al país para perseguir al crimen organizado. Están asentados principalmente en Estocolmo, Södertälje, Gotemburgo, Malmö, Landskrona y Jönköping. En estos clanes, la familia extendida cría a los niños para que se hagan cargo de las actividades del crimen organizado y no tienen ambiciones de integrarse en la sociedad sueca mayoritaria. El ex-primer ministro sueco Stefan Löfven durante mucho tiempo había negado que las bandas criminales tuvieran algo que ver con la inmigración, pero en septiembre de 2020 cambió su postura en una entrevista, donde dijo que una gran inmigración generaba dificultades con la integración, lo que a su vez aumentaba el riesgo de delincuencia.

### La unidad militar
Se pueden encontrar algunas preocupaciones con respecto a la inmigración en la percepción de la lealtad militar, especialmente si el país de emigración se involucra en una guerra con el país de inmigración o si un país se encuentra en la necesidad de reclutamiento.

### Viajes peligrosos
Muchos inmigrantes hacen viajes de inmigración peligrosos en los que muchos mueren. Restringiendo severamente la inmigración y haciendo ver a los potenciales inmigrantes estas restricciones puede evitar que tomen viajes tan peligrosos.

### Importación de la cultura
Los inmigrantes traen su cultura con ellos. El pensamiento de los inmigrantes, sus normas, prácticas, costumbres y valores moldean, extienden e influyen en la cultura del país nativo (Leitkultur). Algunas extensiones e influencias de este tipo podrían no ser deseadas por partes de la población nativa, por razones que pueden incluir prácticas consideradas menos civilizadas, restricciones y colisiones con las normas, leyes y valores del país nativo en general.

### Costes del bienestar
Los opositores a la inmigración a menudo afirman que los inmigrantes tienen un efecto neto negativo en las arcas públicas y el estado del bienestar, principalmente debido a la provisión de asistencia médica y bienestar.
Varios factores influyen en el impacto de los inmigrantes en las arcas públicas de una nación y en su uso del bienestar. Si bien los inmigrantes pueden mejorar el sistema de bienestar de un estado al contrarrestar, por ejemplo, las tendencias del envejecimiento de la población, su impacto económico neto también podría ser negativo. George Borjas, profesor de economía en la Escuela de Gobierno Kennedy de Harvard, afirma que "cuanto más inexperto sea el inmigrante, más probable será que el inmigrante sea una carga fiscal". Los inmigrantes altamente calificados tienen mejores perspectivas en el mercado laboral que los admitidos por lazos de parentesco o por razones humanitarias.

### El daño a los países de origen de los inmigrantes
Algunos opositores a la inmigración argumentan que la inmigración de personas altamente capacitadas o bien educadas puede dañar sus países de origen, que de otra manera podrían beneficiarse de ellos y fortalecer su economía para mejorar su sistema social y político (es decir, la llamada "fuga de cerebros"). Sin embargo, la noción de una "fuga de cerebros" permanece en gran parte sin apoyo en la literatura académica. Hein de Haas, un profesor de sociología en la Universidad de Ámsterdam, describe esta noción como un "mito".

### Sin solución a los problemas subyacentes
La inmigración puede ser el resultado de problemas en los países de origen de los migrantes. Sin embargo, una política de fronteras abiertas no aborda estos problemas, y en muchos casos supone lo que sus opositores llaman un "efecto llamada". Jeanne Park, del Consejo de Relaciones Exteriores, recomienda a los líderes europeos que aborden las causas fundamentales de la inmigración, como ayudar a negociar el fin de la guerra civil siria, restaurar la estabilidad en Libia y aumentar la ayuda al desarrollo a la África subsahariana. Según ella, una solución política a las crisis regionales puede hacer que Europa ya no tenga que lidiar con los flujos migratorios.

## Causas de puntos de vista antiinmigración
Un documento publicado en 2018 afirmó que una afluencia de inmigración altamente calificada se asociaba con disminuciones en el voto nacionalista, pero que una afluencia de inmigración poco calificada se asociaba con aumentos en la votación nacionalista en las elecciones durante el período 2007-2016. La percepción de que los inmigrantes son poco calificados también provocó una mayor oposición (aunque es más probable que los inmigrantes altamente calificados sean bienvenidos). Un documento del 2019 de la Universidad de Tel Aviv identificó la competencia económica, la competencia cultural, las actitudes raciales y el miedo al crimen como algunos de los factores más importantes en oposición a la inmigración.
Si bien se han realizado muchas investigaciones para determinar qué causa la oposición a la inmigración, se han realizado pocas investigaciones para determinar las causas detrás del apoyo a la inmigración.

### Países de origen
Un estudio de Europa mencionaba que los inmigrantes tienden a tener puntos de vista más favorables de la inmigración. El mismo estudio no encontró ninguna evidencia de que los hijos de inmigrantes nacidos en el país tengan una visión más favorable de la inmigración. Un estudio de 2017 descubrió que los inmigrantes que llevan más tiempo en el país tienen puntos de vista más negativos respecto a la inmigración, frente a los que llevan menos tiempo en el país, posiblemente debido a que se han asimilado a la sociedad nativa y han adoptado sus puntos de vista.

### Estatus económico
Un estudio de opinión de 2014 en la Annual Review of Political Science descubrió que "hay poca evidencia acumulada de que los ciudadanos formen actitudes sobre la inmigración principalmente en función de sus efectos en su situación económica personal. Este patrón se ha mantenido tanto en América del Norte como en Europa Occidental, en estudios tanto observacionales como experimentales". Un estudio europeo descubrió que los desempleados tienen puntos de vista menos favorables hacia la inmigración que los empleados.
Un estudio realizado en 2020 mostró que la "ansiedad económica" tenía poco que ver con la opinión de una persona sobre la entrada de inmigrantes en los EE. UU. Los datos recopilados por encuestas mostraron que las opiniones/sentimientos negativos de los encuestados sobre la inmigración no se vieron afectados por la ansiedad económica, sino que se vieron afectados por niveles más altos de etnocentrismo. Esto significa que si alguien era antiinmigrante, sus puntos de vista probablemente no estarían justificados por la ansiedad económica o ver a los inmigrantes como una carga, sino que, en cambio, era más probable que las personas fueran antiinmigrantes en función de los niveles más altos de etnocentrismo que tenía el individuo.

### Educación y formación
Los niveles de educación son uno de los mejores indicadores para predecir el apoyo a las políticas y partidos contra la inmigración. Un estudio de 2016 publicado en el European Economic Review descubrió, con base en los datos de encuestas europeas durante el período 2002-2012, que "los niveles más altos de educación conducen a una actitud más positiva hacia los inmigrantes". Los autores sugieren que esto se explica por una competencia económica más débil entre los inmigrantes y los nativos educados, una mayor aversión a la discriminación entre los educados y una mayor creencia en los efectos positivos de la inmigración entre los educados. Un estudio de 2013 en el American Journal of Political Science presta cierto apoyo a la teoría de la competencia económica, ya que los estadounidenses con un alto nivel de educación que exhiben niveles más bajos de xenofobia tienden a apoyar reducciones en el número de inmigrantes altamente calificados.
Un estudio de Alexander Janus investigó si las presiones de deseabilidad social pueden explicar parcialmente la reducción de la oposición a la inmigración entre las personas con un alto nivel educativo. Usando una técnica de preguntas discreta, Janus descubrió que los sentimientos contra la inmigración entre los graduados universitarios estadounidenses eran mucho más altos de lo que los sujetos estaban dispuestos a manifestar. Esto indica que el apoyo a la inmigración entre los mejor educados puede reflejar la expresión de puntos de vista socialmente deseables en lugar de creencias reales. Se encontró más evidencia de esto en un estudio realizado por Creighton et al., donde entre los universitarios se encontró que el apoyo declarado a la inmigración era más alto que el sentimiento real a favor de los inmigrantes. Esto fue cierto para otros niveles educativos. El estudio también descubrió que la crisis económica de 2008 no aumentó significativamente las actitudes contrarias a la inmigración, sino que hubo una mayor expresión de oposición a la inmigración, con actitudes subyacentes que cambiaron poco antes y después de la crisis. Un estudio de 2015 encontró más evidencia de que el apoyo a la inmigración entre las personas educadas se debió principalmente al sesgo de deseabilidad social.

### Religión
Un estudio de 2017 descubrió que al enfatizar en la religión compartida se pueden producir actitudes más favorables hacia los inmigrantes. Un estudio realizado en 2015 en los EE. UU. afirmaba que la religión no parecía determinar la oposición a la inmigración, mientras que los encuestados eran explícitos sobre la oposición a la inmigración musulmana, pero también ocultaban una oposición significativa a la inmigración cristiana debido a la tendencia social. Se determinó así que la religiosidad no determinaba la oposición explícita o implícita a la inmigración y que en este caso cualquier diferencia se debió al sesgo de deseabilidad social.
Un estudio realizado en 2018 en el Reino Unido afirmó que la oposición a los inmigrantes musulmanes no se trataba de una visión más negativa de los musulmanes (en comparación con los cristianos), sino de rechazar el fundamentalismo religioso. El estudio concluyó que la oposición basada en la religión era, por lo tanto, menos sobre el grupo religioso y más sobre el liberalismo político contra el fundamentalismo religioso.

### Proximidad geográfica a los inmigrantes
Algunas investigaciones sugieren que la proximidad geográfica a los inmigrantes impulsa opiniones contrarias a la inmigración, mientras que otras investigaciones muestran lo contrario. Otra investigación sugiere que es la percepción de proximidad, no la proximidad real, lo que impulsa estos puntos de vista.
Según un estudio de 2017, "los cambios étnicos más rápidos aumentan la oposición a la inmigración y el apoyo al UKIP" en el Reino Unido. Según un estudio de 2018, los aumentos en la diversidad étnica local en Dinamarca causaron "cambios hacia la derecha en los resultados de las elecciones al desviar el apoyo electoral de los tradicionales partidos de izquierda del "estado intervencionista" hacia los partidos nacionalistas antiinmigrantes".
Un estudio de 2018 en American Political Science Review descubrió que los griegos que tenían "exposición directa a la llegada de refugiados" mostraban más hostilidad "hacia los refugiados, inmigrantes y minorías musulmanas; apoyo a políticas restrictivas de asilo e inmigración; y compromiso político para aplicar tales políticas de exclusión."
Un estudio de 2019 investigó por qué los residentes de las ciudades tienden a tener actitudes más positivas hacia la inmigración y el cosmopolitismo. El estudio concluyó que las personas que eran más positivas sobre la inmigración tenían más probabilidades de asentarse en las grandes ciudades. También se descubrió que las ciudades eran internamente heterogéneas con respecto a las actitudes hacia la inmigración, con actitudes que variaban entre los vecindarios.

### Transmisión intergeneracional
Algunas investigaciones sugieren que las opiniones contrarias a la inmigración se transmiten de las generaciones mayores a las generaciones más jóvenes. Un estudio de 2017 de Alemania encontró "una alta asociación entre las actitudes extremistas de derecha de padres e hijos". Un estudio de 2015 descubrió que las comunidades británicas que aceptaban más a los judíos en la época medieval muestran mucha más tolerancia hacia los inmigrantes del siglo XX (principalmente inmigrantes del Caribe y del sur de Asia) y los inmigrantes del siglo XXI (principalmente de Europa del Este), y menos apoyo a la derecha radical.

### Explicaciones socio-psicológicas
Un estudio de revisión de 2014 en la Revista Anual de Ciencias Políticas encontró que existe evidencia sustancial que respalda las explicaciones sociopsicológicas de los puntos de vista antiinmigrantes. Otro estudio de 2017 del American Political Science Review argumentó que la hostilidad hacia los inmigrantes está impulsada por el disgusto y puede explicarse como un mecanismo psicológico diseñado para proteger a los humanos de las enfermedades.
Investigaciones sugieren que la percepción de que existe un vínculo causal negativo entre la inmigración y la delincuencia conduce a un mayor apoyo a las políticas o partidos antiinmigrantes. Según un estudio de los alemanes, los ataques terroristas del 11 de septiembre contribuyeron a un mayor sentimiento antiinmigrante. Los estados que experimentan actos terroristas en su propio territorio o contra sus propios ciudadanos tienen más probabilidades de adoptar restricciones más estrictas sobre el reconocimiento del asilo.
Algunas investigaciones también han indicado que la oposición a la inmigración puede estar motivada por la preocupación de una persona por la posición social de su grupo. David Frum sugiere que si bien la inmigración masiva ha ocurrido históricamente, para las sociedades que han pasado por una transición demográfica, la inmigración trae cambios más rápidos ya que la población nativa tiene menos hijos. Esto hace que se perciba que los inmigrantes no refuerzan a la población nativa, sino que la reemplazan.

## Oposición a la inmigración por país

### África

#### Sudáfrica
En la última década se han producido varios períodos de disturbios violentos contra inmigrantes en Sudáfrica, algunos de los cuales han resultado en muertes. Los países de origen de los inmigrantes en cuestión incluyen Malaui, Mozambique y Zimbabue. Muchas declaraciones xenófobas fueron hechas por políticos de una amplia gama de partidos políticos durante las elecciones generales de Sudáfrica de 2019. Se registraron informes de ataques xenófobos contra camioneros extranjeros y otros extranjeros durante los disturbios de Sudáfrica de 2021. 
Una encuesta de Pew Research realizada en 2018 mostró que el 62% de los sudafricanos veía a los inmigrantes como una carga para la sociedad al quitarles trabajos y beneficios sociales y que el 61% de los sudafricanos pensaba que los inmigrantes eran más responsables del crimen que otros grupos. Entre 2010 y 2017, la comunidad inmigrante en Sudáfrica aumentó de 2 millones de personas a 4 millones de personas. La proporción de la población total de Sudáfrica que nació en el extranjero aumentó del 2,8% en 2005 al 7% en 2019, a pesar de la xenofobia generalizada en el país. Esto convirtió a Sudáfrica en el mayor receptor de inmigrantes del continente africano en 2019.

### América

#### Brasil
Brasil es un país de inmigrantes y desarrolló una reputación de "cálida bienvenida" a personas de todo el mundo. Sin embargo, diferentes analistas a menudo cuestionan la veracidad de esta imagen y, aunque las manifestaciones abiertamente xenófobas eran poco comunes, algunos estudiosos denuncian su existencia de manera más sutil.
A pesar de que Brasil era considerado un refugio seguro para los refugiados e inmigrantes vecinos, ha estallado la violencia xenófoba. Brasil recibió hasta 3.000 refugiados sirios, convirtiéndose en el mayor receptor de estos en América Latina. Sin embargo, se informó de ataques xenófobos e islamófobos contra refugiados sirios y musulmanes en general. Después de la golpiza al dueño de una tienda durante un robo por parte de inmigrantes venezolanos, se produjeron disturbios en la frontera entre Brasil y Venezuela que incluyeron ataques a ciudadanos venezolanos, destrucción de tiendas de campaña de refugiados e incendios. Como resultado, 1.200 venezolanos regresaron a su patria y la administración del presidente Michel Temer aumentó el personal militar en la frontera.      
Durante las elecciones generales de Brasil en 2018, el entonces candidato presidencial Jair Bolsonaro dijo que el gobierno no debería dar la espalda al sentimiento popular en Roraima y propuso la creación de campos de refugiados con la ayuda de la ONU. Una vez asumió la presidencia, Bolsonaro dijo que adoptaría criterios más rigurosos para el ingreso de extranjeros a Brasil, pero dictaminó que no repatriaría a inmigrantes venezolanos a su país.

#### Canadá
Los opositores a la inmigración a Canadá han argumentado que la inmigración en las cifras actuales de alrededor de 250.000 por año, la más alta del mundo occidental, es insostenible y ejerce presión sobre los recursos, lo que empeora aún más la actual crisis de vivienda del país. Argumentan que las ciudades canadienses tienen un tamaño limitado y no pueden acoger a un número infinito de personas. Esto también crea una competencia por puestos de trabajo y ejerce presión sobre la economía, el medio ambiente y los servicios públicos financiados con impuestos. En una encuesta de 2017 realizada por el Instituto Angus Reid, la mayoría de los encuestados (57%) indicaron que creían que Canadá debería aceptar menos inmigrantes y refugiados.
Varios partidos políticos, incluyendo Avenir Québec, Bloc Québécois, el Partido Popular (liderado por el exministro de Asuntos Exteriores Maxime Bernier) y facciones del Partido Conservador (representadas por miembros regionales como Jason Kenney y François Legault) tienen puntos de vista antiinmigración. La Alianza Nacional de Ciudadanos es un partido político que regularmente realiza mítines contra la inmigración.

#### Costa Rica
La oposición a la inmigración se remonta a finales del siglo XIX y principios del siglo XX con las primeras oleadas de inmigrantes llegando desde lugares como China, Líbano y Polonia. La inmigración europea no polaca se remonta prácticamente a la independencia del país de España, pero en general fue bien recibida. La inmigración polaca era principalmente judía, por lo que la reacción se debió al antisemitismo. Los registros de la época muestran a los inmigrantes chinos como los más afectados por los prejuicios, especialmente de los funcionarios del gobierno, y las primeras leyes antichinas se promulgaron en la década de 1910. En 1903 el presidente Ascensión Esquivel Ibarra promulgó uno de los primeros decretos que prohibía la inmigración de no blancos y declaraba explícitamente que no se permitía la inmigración de asiáticos, negros, gitanos, árabes y turcos. Sin embargo, estas leyes eran comunes en América Latina en ese momento, y el gobierno de Costa Rica finalmente se convirtió en la fuerza principal en su abolición.
Los inmigrantes polacos, chinos y libaneses se integrarían plenamente a la sociedad costarricense con el tiempo, al punto que muchos costarricenses destacados de la industria, la política, las artes, la academia, etc. son de esos descendientes. Los inmigrantes latinoamericanos se convirtieron en la siguiente fuente de desconfianza y oposición, especialmente los nicaragüenses y colombianos. Durante la segunda mitad del siglo XX y hasta la fecha Costa Rica recibe numerosas oleadas de inmigrantes latinoamericanos de toda la región, pero los nicaragüenses son por mucho el grupo más alto entre la población inmigrante abarcando el 74,6% de la población inmigrante, seguidos por colombianos y estadounidenses (los inmigrantes en general son el 9% de la población), lo que convierte a los nicaragüenses étnicos y ciudadanos binacionales costarricenses-nicaragüenses en una de las minorías étnicas más notorias en Costa Rica, superando en número a otros grupos como los afrocostarricenses. Esto provocó un debate en el país con algunas voces que reclamaban regulaciones más estrictas y control fronterizo. El tema fue uno de los temas principales de las elecciones de 2002 y nuevamente fue importante para la campaña de 2018 con políticos derechistas como Otto Guevara citando a Donald Trump como inspiración y reclamando leyes migratorias más duras y eliminando la ciudadanía por nacimiento en la Constitución. La Ley de Migración fue reformada a nivel global en 2005 endureciendo algunos de los requisitos para ingresar, permanecer y trabajar en el país, lo cual fue criticado como excesivo, pero sucesivas reformas, la última en 2009, reducen parte del impacto de las partes más controvertidas de la ley. El partido Restauración Nacional, que desempeñó un papel importante en las elecciones presidenciales de 2018, también ocupa posiciones contrarias a la inmigración.

#### Estados Unidos
En los Estados Unidos de América, los opositores a la inmigración suelen centrarse en los efectos adversos percibidos, como los costes económicos (competencia laboral y cargas sobre la educación y los servicios sociales); impacto ambiental negativo del crecimiento acelerado de la población; aumento de las tasas de criminalidad y, a largo plazo, cambios en las identidades y valores tradicionales. En países donde la mayoría de la población es descendiente de inmigrantes, como los Estados Unidos, la oposición a la inmigración a veces toma la forma de nativismo.
En los Estados Unidos, la oposición a la inmigración tiene una larga historia, que comenzó a finales de la década de 1790, como reacción a la afluencia de refugiados políticos de Francia e Irlanda. Las Leyes de Extranjería y Sedición de 1798 restringieron severamente los derechos de los inmigrantes. El nativismo primero ganó un nombre y afectó la política en los Estados Unidos a mediados del siglo XIX debido a la gran afluencia de inmigrantes de culturas que eran marcadamente diferentes de la cultura protestante existente. Los nativistas se opusieron principalmente a los católicos, especialmente a los irlandeses estadounidenses. Los movimientos nativistas incluyeron el Partido Americano de mediados del siglo XIX (formado por miembros del movimiento Know-Nothing), la Liga de Restricción de la Inmigración de principios del siglo XX, y los movimientos anti-asiáticos en Occidente, que resultaron en la Ley de Exclusión China y el llamado "Acuerdo de Caballeros" que estaba dirigido a los japoneses. Las principales restricciones se convirtieron en ley en la década de 1920 y cortaron drásticamente la entrada de inmigrantes hasta 1965, cuando terminaron. El gobierno federal se encargó de encontrar y deportar a los extranjeros ilegales, lo que aún hace.
La inmigración volvió a convertirse en un problema importante a partir de la década de 1990, con tasas crecientes de inmigración indocumentada, en particular de mexicanos que cruzaron la frontera sur y otros que se quedaron más tiempo que sus visas de visitante. La Ley de Control y Reforma de la Inmigración de 1986 proporcionó una amnistía que se describió como la amnistía para terminar con todas las amnistías, pero no tuvo un impacto duradero en el flujo de inmigrantes ilegales.
Entre los opositores a la inmigración en Estados Unidos se incluyen el presidente Donald Trump, famoso por proponer la construcción de un muro en la frontera de México y Estados Unidos como pieza central de su plan de inmigración, y varias facciones del Partido Republicano, el excandidato demócrata Bernie Sanders, varios sindicatos (como la AFL y la UFW) y supremacistas blancos.

#### México
En México, durante los primeros ocho meses de 2005, más de 120.000 personas centroamericanas fueron deportadas a sus países de origen. Este es un número mucho más alto que las personas deportadas en el mismo período en 2002, cuando solo 1 persona fue deportada en todo el año. A muchas mujeres de países de la Comunidad de Estados Independientes (la mayor parte de la antigua URSS), Asia y América Central y del Sur se les ofrece trabajo en establecimientos de table dance en las grandes ciudades de todo el país, lo que provoca que el Instituto Nacional de Migración (INM) México allane clubes de striptease para deportar a los extranjeros que trabajen sin la debida documentación. México tiene leyes muy estrictas relacionadas con los inmigrantes ilegales y legales.

#### Panamá
El reciente éxodo de emigrantes venezolanos a Panamá alentó el discurso público xenófobo y antimigratorio de grupos nacionalistas panameños.

### Asia

#### India
En las últimas décadas, ha habido un aumento en las actitudes contra la inmigración ilegal en los estados del noreste de la India como Assam, que se ha convertido en un punto de entrada común para los inmigrantes ilegales de Bangladés. Se han producido disturbios entre las tribus nativas de Assam y los inmigrantes ilegales de Bangladés, lo que ha provocado la construcción de una frontera para detener a estos últimos.
El Registro Nacional de Ciudadanos es un registro de todos los ciudadanos indios cuya creación es ordenada por la enmienda de 2003 de la Ley de Ciudadanía de 1955. Su propósito es documentar a todos los ciudadanos legales de la India para que los inmigrantes ilegales puedan ser identificados y deportados. Ha sido implementado para el estado de Assam a partir de 2013-2014, y el Gobierno de India planea implementarlo para el resto del país en 2021.

#### Israel
En 2012, Israel construyó una barrera en su frontera con Egipto que redujo el número de inmigrantes ilegales que cruzan la frontera hacia Israel, de 16.000 en 2011 a menos de 20 en 2016, lo que representa una disminución del 99%. El gobierno trató de ofrecer dinero a los inmigrantes para alentarlos a regresar a sus países de origen, mientras que la Corte Suprema bloqueó los intentos del gobierno de deportarlos.
En diciembre de 2017, el parlamento aprobó una ley que permitiría al gobierno anular la decisión de la Corte Suprema de deportar 40.000 inmigrantes ilegales. En la década anterior, unos 60.000 inmigrantes ilegales entraron en Israel cruzando la frontera con Egipto. Algunos eran refugiados legítimos, pero la mayoría eran inmigrantes económicos.

#### Japón
Japón carece de una ley que prohíba la discriminación racial, étnica o religiosa. El país tampoco tiene instituciones nacionales de derechos humanos. Las personas no japonesas en Japón a menudo se enfrentan a violaciones de derechos humanos que los ciudadanos japoneses no tienen. En los últimos años, los medios de comunicación no japoneses informaron que las empresas japonesas confiscan con frecuencia los pasaportes de los trabajadores invitados en Japón, en particular los trabajadores no calificados. En 2014, un informe de derechos humanos del gobierno de los Estados Unidos expresó su preocupación por el abuso y el acoso dirigidos contra los ciudadanos coreanos por parte de grupos de derecha japoneses como Uyoku dantai. En 2022, se informó que el racismo anticoreano en Japón ha ido en aumento, con casas quemadas y amenazas de muerte hacia las comunidades étnicas coreanas.

### Europa
Una encuesta realizada en febrero de 2017 a 10.000 personas en diez países europeos por Chatham House mostró que, en promedio, una mayoría (55%) se oponía a una mayor inmigración musulmana, con una oposición especialmente pronunciada en varios países: Austria (65%), Polonia (71%), Hungría (64%), Francia (61%) y Bélgica (64%). Excepto Polonia, todos ellos habían sufrido recientemente ataques terroristas yihadistas o habían estado en el centro de una crisis de refugiados. De los que se oponen a una mayor inmigración musulmana, 3/4 se clasifican a sí mismos en la derecha del espectro político. De los que se autoclasifican como a la izquierda del espectro político, 1/3 apoyó un alto a la inmigración.
La oposición política a los altos niveles de inmigración legal se ha asociado con ciertos partidos de derecha en la UE. El problema estalló con la crisis migratoria europea en 2015 con un gran número de refugiados de Oriente Medio y África que hicieron viajes peligrosos a Europa. Con altos niveles de desempleo y poblaciones inmigrantes no europeas no asimiladas que ya se encuentran dentro de la UE, los partidos que se oponen a la inmigración han mejorado su posición en las encuestas y elecciones. Los partidos de derecha críticos con la inmigración han entrado en el gobierno de Austria, Dinamarca, Hungría, Italia, los Países Bajos, Noruega, Polonia y Eslovaquia, y se han convertido en factores importantes en la política inglesa, sueca, alemana, francesa, española y finlandesa.
La inmigración es uno de los temas políticos centrales en muchos países europeos, y cada vez más también a nivel de la Unión Europea. La perspectiva antiinmigración es predominantemente nacionalista, cultural y económica. Recientemente se ha propuesto y aplicado un nuevo índice que mide el nivel de amenaza percibida por parte de los inmigrantes a un conjunto de datos que cubre 47 países y regiones europeos.

#### España
Una encuesta de enero de 2004 realizada por el periódico español El País mostró que la mayoría de los españoles cree que la inmigración era demasiado alta. En España, las encuestas muestran "en orden decreciente, empleo, delincuencia y vivienda" como las principales preocupaciones de los ciudadanos opuestos a la inmigración. Algunos partidos políticos pequeños, como Democracia Nacional y España 2000, hacen campaña utilizando abiertamente una retórica nacionalista y antiinmigración. Estos partidos nunca han logrado representación parlamentaria. Sin embargo, desde su fundación en los últimos años, el partido Vox ha logrado perturbar la política dominante, favoreciendo una postura dura contra la inmigración.

#### Francia
Durante la década de 1970, Francia enfrentó simultáneamente una crisis económica y permitió a inmigrantes (en su mayoría del mundo musulmán) establecerse permanentemente en Francia con sus familias y adquirir la ciudadanía francesa. El resultado fue que cientos de miles de musulmanes, especialmente en las ciudades más grandes, vivían en viviendas públicas subvencionadas y sufrían tasas de desempleo muy altas. Junto a esto, Francia renunció a su política de asimilación y, en cambio, siguió una política de integración.
Según una encuesta de Ipsos de septiembre de 2019, el 65% respondió que aceptar inmigrantes no mejoraba la situación en Francia y el 45 % respondió que aceptar inmigrantes privaba a los franceses de servicios sociales. En 2020, los ciudadanos no pertenecientes a la UE tenían tasas de empleo inferiores al 50% en las regiones del sur y suroeste de Francia y en las regiones del norte y noreste y superaban el 65% solo en la región de Borgoña.

#### Grecia
En febrero de 2020, más de 10.000 personas intentaron cruzar la frontera entre Grecia y Turquía después de que el presidente turco, Recep Tayyip Erdoğan, abriera su frontera con Europa, pero fueron bloqueados por el ejército y la policía griegos. Cientos de soldados y policías armados griegos resistieron a los intrusos y les dispararon gases lacrimógenos. Entre los que intentaron cruzar, la mayoría no eran refugiados de guerra de Siria, sino que el grupo más grande era de Afganistán y el siguiente más grande de Pakistán, junto con un número significativo de inmigrantes de los países africanos Etiopía, Marruecos y Argelia. Grecia respondió negándose a aceptar solicitudes de asilo durante un mes. Entre los inmigrantes ilegales detenidos entre el 28 de febrero y el 5 de marzo por las autoridades griegas en la región de Evros, el 64% procedían de Afganistán, el 19% de Pakistán, el 5% de Turquía, el 4% de Siria y el 2,6% de Somalia.

#### Portugal
Portugal tuvo poca inmigración hasta una afluencia repentina en la década de 1970, cuando regresaron los ex-colonos, la mayoría de ellos étnicamente blancos. Después de que las antiguas colonias portuguesas en África obtuvieran la independencia, y debido a que los ciudadanos de las naciones de habla portuguesa pueden vivir y trabajar libremente en Portugal sin mucha burocracia, se observó un crecimiento incremental de la inmigración de las antiguas posesiones de ultramar de Portugal en las últimas décadas, principalmente de Brasil, Cabo Verde, Angola y Mozambique. Hay cerca de 150.000 brasileños (una proporción considerable de ellos de origen mestizo) y 370.000 personas de ascendencia africana que viven en Portugal. Aunque los inmigrantes se concentran principalmente en las zonas urbanas y suburbanas, principalmente en la costa de Portugal, las autoridades portuguesas han fomentado en los últimos tiempos la inmigración, especialmente de Brasil, a las zonas rurales, en un esfuerzo por aumentar una población cada vez más reducida. El crecimiento del número de inmigrantes se ha relacionado con una escalada de sentimientos y protestas contra la inmigración en todo Portugal desde mediados de la década de 2000. En el año 2003, un grupo de mujeres de la localidad Braganza iniciaron el movimiento "Madres de Braganza", que abiertamente pedían la deportación de mujeres brasileñas que se dedicaban a la prostitución a la prostitución en la ciudad.
Hasta hace poco, el Partido de Renovación Nacional, conocido como PNR, era el único en Portugal que se ocupaba activamente de la inmigración masiva y de las minorías étnicas (principalmente relacionadas con las comunidades gitanas y africanas). Después de años de apoyo creciente, logró el 0,50%, o 27.269 votos del electorado en las elecciones legislativas portuguesas de 2015. Desde 2019, el partido político CHEGA! ha ganado terreno en el país. Tras las elecciones legislativas portuguesas de 2019, el presidente del partido, André Ventura, aseguró un escaño en la Asamblea de la República, tras haber obtenido más de 66.000 votos, el 1,3% del electorado. En las elecciones regionales de las Azores de 2020, el partido aseguró dos asambleístas al parlamento regional y, durante las elecciones presidenciales portuguesas de 2021, André Ventura logró reunir aproximadamente 500.000 votos, el 12% del total. El partido ha sido descrito como antiinmigración. CHEGA! tiene un estimado de 28.000 miembros militantes y se espera que siga aumentando en popularidad y fuerza política.

#### Reino Unido
En el Reino Unido, el Partido Nacional Británico hizo de la oposición a la inmigración una de sus políticas centrales en las elecciones generales de 2010. El partido contrario a la inmigración masiva, UKIP, propuso establecer una Comisión de Control Migratorio, encargada de reducir la inmigración neta. El Partido Conservador prometió para las elecciones de 2015 reducir la inmigración de la UE y del resto del mundo a "decenas de miles", con una serie de restricciones de asistencia social y restricciones de vivienda.
La votación para que el Reino Unido abandonase la UE fue exitosa en el Reino Unido, y varios comentaristas sugirieron que la preocupación por la inmigración de la UE fue una característica importante del debate público. El primer ministro británico, David Cameron, renunció por la votación. Había accedido a realizar una votación sobre la salida de la UE, debido en parte a que el Partido Conservador perdió votos frente al UKIP.

#### Suecia
Un estudio de 2008 que involucró cuestionarios a 5.000 personas, mostró que menos de una cuarta parte de los encuestados (23%) deseaban vivir en áreas caracterizadas por la diversidad cultural, étnica y social. Una encuesta del Instituto SOM de 2016 publicada por la Universidad de Gotemburgo informó que entre los años 2011 y 2016, la proporción estimada de personas preocupadas por el creciente número de inmigrantes aumentó de alrededor del 20% al 45% en el período 2014-2016. En 2018, una encuesta de Pew Research mostró que la mayoría (52%) quería que se permitiera la entrada de menos inmigrantes al país, el 33% quería mantener el nivel actual y un 14% quería aumentar la inmigración.
Según Estadísticas Suecia en 2007, las ciudades más grandes de Estocolmo, Gotemburgo y Malmö están segregadas. La segregación no se limita a las ciudades más grandes, sino que también es una característica de muchos tipos de ciudades que difieren en tamaño y ubicación, como Kristianstad, Örebro, Trollhättan, Borås, Eskilstuna, Helsingborg, Örnsköldsvik y Jönköping. Los niños con ascendencia nórdica o de la UE25 crecen con mayor frecuencia en áreas dominadas por suecos, mientras que los niños de África, Asia y países no pertenecientes a la UE crecen en áreas con una alta población de inmigrantes. Un estudio de la Universidad de Örebro concluyó que, si bien los padres suecos expresaron opiniones positivas sobre los valores del multiculturalismo, en la práctica todavía eligieron escuelas de mayoría sueca para sus hijos, de modo que sus hijos no sean una minoría étnica durante sus años de formación y obtengan un buen ambiente educativo para desarrollar su lengua sueca nativa.
En febrero de 2020, la ministra de finanzas, Magdalena Andersson, alentó a los inmigrantes a dirigirse a otros países además de Suecia. Andersson afirmó en una entrevista que la integración de inmigrantes en Suecia no estaba funcionando ni antes ni después de 2015 y que Suecia no puede aceptar más inmigración de la que puede integrar. El mismo año, varios municipios se negaron a pagar asistencia social a los solicitantes de asilo adicionales para que no se establecieran en sus dominios. En un acuerdo del gobierno de enero de 2019, se permitió a 32 municipios designar áreas vulnerables en sus dominios donde los solicitantes de asilo perderían el derecho a los pagos de bienestar social. Varios municipios respondieron designando toda su jurisdicción como zona vulnerable, entre ellos Malmö, Helsingborg y Landskrona.
Según los Demócratas de Suecia, la alta tasa de inmigración, la baja fertilidad y la alta tasa de mortalidad están transformando gradualmente la nación previamente homogénea de Suecia en un país multicultural. El partido criticó las políticas de inmigración actuales del país y afirmó que podrían representar una gran amenaza demográfica para Suecia en el futuro. En 2011, se esperaba que la minoría musulmana en Suecia creciera del 5% al 10% para 2030. Su férrea oposición a la inmigración ha convertido al partido en el miembro más grande del bloque derechista gobernante de Suecia, al que brinda apoyo externo, y es el segundo partido más grande en el Riksdag desde 2022.

### Oceanía

#### Australia
Una nación continental escasamente poblada con una población predominantemente europea, Australia ha temido durante mucho tiempo ser abrumada por los países asiáticos densamente poblados del norte. La política estándar después de 1900 fue la "Australia Blanca", que alentaba la inmigración del Reino Unido, desconfiaba de los inmigrantes de Alemania y otras partes de Europa y era bastante hostil a los inmigrantes de Asia o las islas del Pacífico.
El primer ministro John Curtin apoyó la política de la Australia Blanca y dijo: "Este país seguirá siendo para siempre el hogar de los descendientes de aquellas personas que vinieron aquí en paz para establecer en los Mares del Sur un puesto de avanzada de la raza británica". El también primer ministro Stanley Bruce era asimismo partidario de la Australia Blanca y la convirtió en un tema en su campaña para las elecciones federales australianas de 1925. Otro defensor de la Australia Blanca fue el líder laborista (1951–1960) Herbert Vere Evatt. Hubo una fuerte opinión en Australia de que cualquier suavizamiento de la postura de la Australia Blanca podría resultar en la importación de mano de obra más barata del extranjero. Otro sentimiento predominante fue que el multiculturalismo generaba inestabilidad.
En las elecciones de 1996, Pauline Hanson fue elegida a la sede federal de Oxley. En su controvertido discurso inaugural ante la Cámara de Representantes, expresó su creencia de que Australia "estaba en peligro de ser inundada por asiáticos". Hanson pasó a formar el One Nation Party, que inicialmente ganó casi una cuarta parte de los votos en las elecciones del estado de Queensland antes de entrar en un período de declive debido a disputas internas. El nombre "One Nation" significaba unidad nacional, en contraste con lo que Hanson afirmaba ver como una creciente división en la sociedad australiana causada por políticas gubernamentales que favorecían a los inmigrantes (multiculturalismo) y a los indígenas australianos.